# Félix Quero
Félix Quero López, futbolísticamente conocido como Quero (nacido el 7 de septiembre de 1982) es un jugador de fútbol español. Actualmente juega como centrocampista en la Unión Deportiva Llanera de la Tercera División de España.

## Clubes
| Club                          | País    | Año       |
| ----------------------------- | ------- | --------- |
| Deportivo Alavés              | España  | 2000-2001 |
| S. D. Eibar                   | España  | 2001-2002 |
| U. D. Pájara-Playas de Jandía | España  | 2004-2005 |
| C. D. Leganés                 | España  | 2005-2007 |
| A. D. Ceuta                   | España  | 2006-2007 |
| Club Marino de Luanco         | España  | 2007-2008 |
| Real Unión Club               | España  | 2008-2011 |
| C. D. Lugo                    | España  | 2011-2012 |
| U. D. Logroñés                | España  | 2012-2013 |
| C. D. Jorge Wilstermann       | Bolivia | 2013-2016 |
| Caudal Deportivo              | España  | 2016-2017 |
| Club Marino de Luanco         | España  | 2017-2018 |
| U. D. Llanera                 | España  | 2018-     |

CD Praviano (21/22)